# NGC 1138
NGC 1138 est une galaxie lenticulaire barrée située dans la constellation de Persée. NGC 1138 a été découverte par l'astronome germano-britannique William Herschel en 1786.

## Caractéristiques
Sa vitesse par rapport au fond diffus cosmologique est de 2 154 ± 17 km/s, ce qui correspond à une distance de Hubble de 31,8 ± 2,2 Mpc (∼104 millions d'al).